# AB阿吉尔
AB阿吉爾是法罗群岛的足球俱乐部，位于法罗群岛阿吉尔。俱乐部创立于1973年。
俱乐部的主队色为暗红色上衣白色短裤暗红色球袜，主体育场为阿吉尔体育场（Argir Stadium）。

## 球队荣誉
- 法罗群岛足球甲级联赛： 冠军1次
  - 2017
- 法罗群岛足球乙级联赛：冠军1次
  - 2002